# State Farm
State Farm est un regroupement de grandes compagnies américaines actives dans les assurances et dans le secteur financier. Le groupe a été lancé en 1922 par l'ancien fermier George J. Mecherle et a son quartier général à Bloomington dans l'État de l'Illinois.

## Histoire
State Farm (traduction:Ferme d'état) fut fondée en tant qu'assurance mutuelle automobile. Malgré la sémantique de son nom, sa première vocation n'était pas d'assurer les récoltes des fermiers, mais plutôt d'assurer les véhicules de ces derniers. Le fondateur George J. Mecherle avait eu l'idée que si les fermiers roulaient moins que les autres utilisateurs, ils avaient donc moins de risques d'accidents et étaient en droit de payer une prime d'assurance moins élevée. Cette idée rencontra un énorme succès chez les fermiers et sa compagnie se développa. Ensuite, la société se développa dans d'autres domaines, comme l'assurance habitation et l'assurance vie.
State Farm a grandi jusqu'à compter 68 000 employés au service de 74 millions de clients aux États-Unis, au Mexique  et au Canada. Elle gère environ 1,8 million de crédits dans son activité bancaire. Edward B. Rust, Jr. est le président du conseil d'administration. 
En janvier 2014, Caisses Desjardins acquiert certaines filiales canadiennes de State Farm Insurance, filiales spécialisées dans l’assurance dommages, l'assurance santé, l'assurance vie et l'entreprise de fonds communs, pour un montant inconnu,. Les polices d'assurances canadiennes ont été transférées à Desjardins Assurances le 1er janvier 2015, mais la marque State Farm continua à être utilisée par les agents et le marketing jusqu'en 2018. Le 15 octobre 2018, State Farm Canada était officiellement renommé Desjardins Assurances à travers la marque Desjardins Agents; la transition complète devrait être terminée pour le 31 décembre 2019. 

## CEO

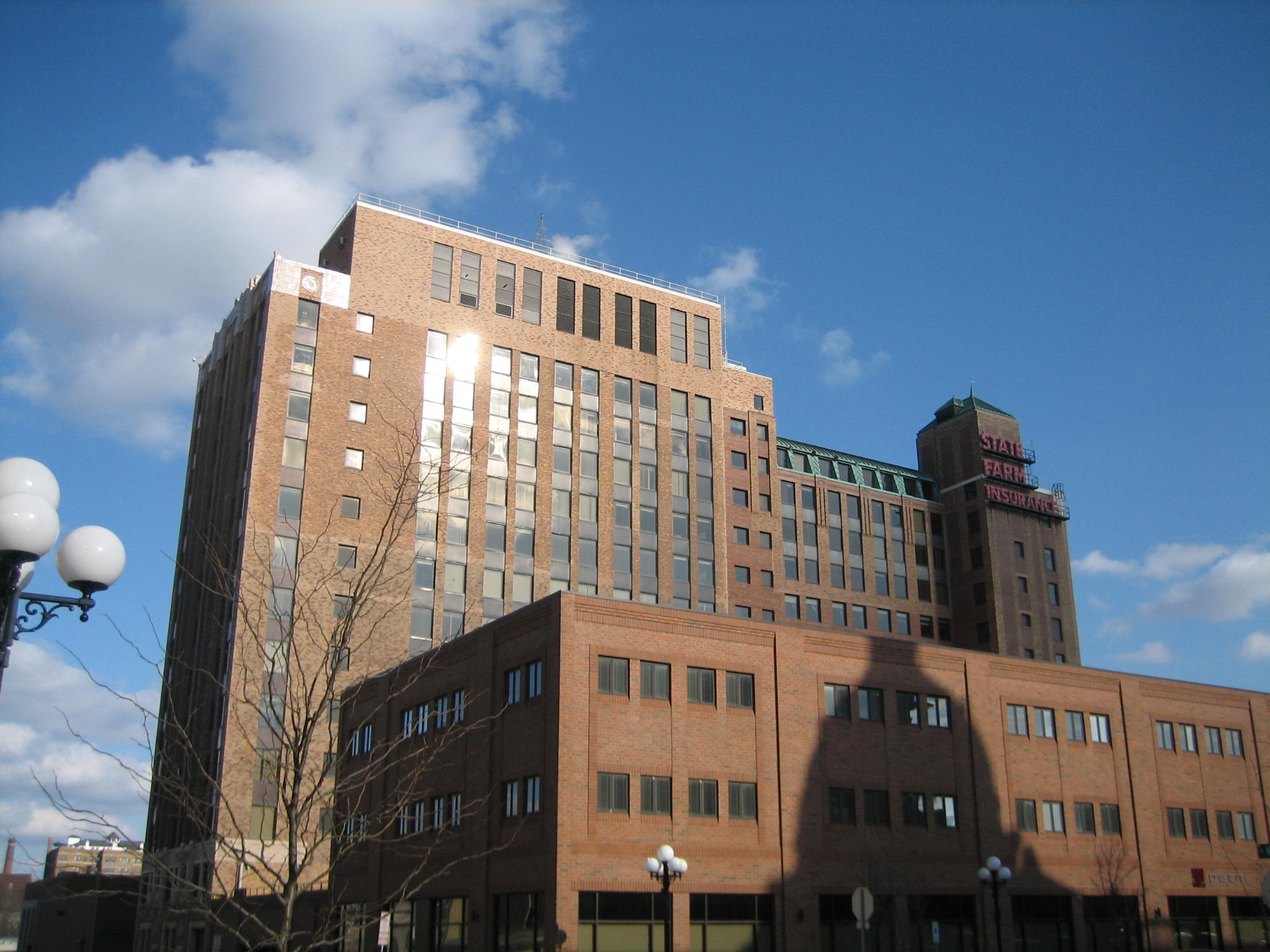
State Farm Insurance Fire Building à Bloomington (Illinois).

| CEO                 | Années au poste |
| ------------------- | --------------- |
| George J. Mecherle  | 1922 - 1937     |
| Raymond Mecherle    | 1937 - 1954     |
| Adlai Rust          | 1954 - 1970     |
| Edward B. Rust, Sr. | 1970 - 1985     |
| Edward B. Rust, Jr. | 1985 - Présent  |